# حزب کمونیست کانادا (مارکسیست–لنینیست)
حزب کمونیست کانادا (مارکسیست - لنینیست) (به انگلیسی: Communist Party of Canada (Marxist–Leninist)) (کوته‌نوشت CPC (ML) یک حزب سیاسی فدرال کانادا است که توسط هادریال بینس در سال ۱۹۷۰ تأسیس شد. CPC (ML) از سال ۱۹۷۴ در انتخابات کانادا به عنوان حزب مارکسیست-لنینیسم کانادا ثبت شده است زیرا استفاده از نام حزب کمونیست در انتخابات کانادا برای جلوگیری از سردرگمی رای‌دهندگان ممنوع است. این حزب به‌طور جداگانه و مستقل از حزب کمونیست کانادا (CPC) با منشأ خود در میان دانشجویان و روشنفکران کانادا طی دهه ۱۹۶۰ توسعه یافت. پس از یک دوره همسویی با مائوئیسم و چین، حزب کمونیست کانادا یک خط طرفدار آلبانیایی را تا اوایل دهه ۱۹۹۰ دنبال کرد.
در بیشتر تاریخ خود حزب کمونیست کانادا توسط بنیانگذار آن، Hardial Bains هدایت می‌شد. پس از مرگ وی بیوه وی ساندرا ال اسمیت دبیر اول شد. انتخابات کانادا آنا دی کارلو را به عنوان رئیس سازمان ثبت شده در انتخابات معرفی می‌کند. هیچ‌یک از نامزدهای حزب انتخاب نشده‌اند. از دهه ۱۹۷۰ حضور مبارزات انتخاباتی بیشتری نسبت به حزب کمونیست چین داشته است. این حزب در سال ۱۹۸۰ با معرفی ۱۷۷ نامزد، با رقابت ۶۳ درصد از مناطق انتخاباتی، بیشترین تعداد نامزدها را به نام خود معرفی کرد.
این یک سایت خبری آنلاین منتشر می‌کند و معمولاً حدود ۷۰ نامزد را در انتخابات فدرال اداره می‌کند. CPC (ML) هدف اصلی خود را «به دست آوردن حاکمیت در مردم می‌داند تا آنها بتوانند بر زندگی خود کنترل کنند» یا «سازماندهی کانادایی‌ها برای توانمندسازی خود». شعار حزب این است: «مسئله به اهتزاز درآوردن پرچم‌های قرمز نیست، بلکه نشان دادن رنگ‌های ما با اعمال ماست.»

## ریشه‌ها
حزب کمونیست کانادا (مارکسیست_لنینیست) از پیشرفت سازمانهای دانشجویی در طول دهه ۱۹۶۰ ایجاد شد. این در درجه اول در نتیجه تلاش‌های فعال دانشجویی مارکسیست هندی-کانادایی هاردیال باینز ایجاد شد، که تا زمان مرگ در سال ۱۹۹۷ بنیانگذار و رهبر ملی CPC (ML) بود. CPC (ML) از انشعاب حزب کمونیست کانادا (CPC) ایجاد نشده است. این حزب در دوره ای از فعالیت‌های روزافزون دانشجویی و جوانان به وجود آمد. در این زمان CPC هنوز در تلاش بود تا از انزوایی که در طول جنگ سرد با آن روبرو بود، و از یک گسست عمده در جنبش کمونیستی بین‌المللی بین جمهوری خلق چین و اتحاد جماهیر شوروی که CPC به‌طور سنتی از آن پشتیبانی می‌کرد، خارج شود.

### هاردیال باینز و انشعاب چین و شوروی
باین از ماهیل پور در منطقه هوشیارپور در ایالت پنجاب هندوستان آمد. خانواده وی از اعضا یا طرفداران حزب کمونیست هند (CPI) بودند و وی به جناح جوانان آن پیوست. CPI که باینز در دوران نوجوانی می‌شناخت، یک حزب توده ای و مبارز بود. CPI که برای بخشی از دهه ۱۹۵۰ فعالیت خود را در زیرزمین انجام می‌داد، قانونی بودن خود را به موقع برای انتخابات عمومی ۱۹۵۷ به دست آورد، جایی که به عنوان بزرگ‌ترین حزب مخالف در کشور ظاهر شد و دولت ایالتی را در کرالا برگزار کرد. با این حال، در این زمان، ظاهراً یک جوان CPI در اعتراض به پذیرش انتقادات نیکیتا خروشچف از جوزف استالین، CPI را ترک کرد. بنز، طبق بیوگرافی رسمی CPC (ML)، دو سال بعد در هند در نوزده سالگی از هند به کانادا مهاجرت کرد. در ونکوور، وی تحصیلات تکمیلی را در دانشگاه بریتیش کلمبیا از سال ۱۹۶۰ تا ۱۹۶۵ دنبال کرد در زمینه باکتری‌شناسی.
در این مدت جنبش کمونیستی بین‌المللی با انشعاب چین و شوروی دچار یک بحران داخلی بزرگ و آشفتگی شد. در حال توسعه از سال ۱۹۶۰، جدال‌های شدیدی در مورد استراتژی انقلابی بین دو کشور مبادله شد. سپس، در سال ۱۹۶۲ جنگ چین و هند آغاز شد و CPI دوباره توسط دولت هند سرکوب شد. به دلیل اختلاف در نگرش به جنگ، CPI شکسته شد و والدین هاردیال به حزب کمونیست طرفدار چین هند (مارکسیست) پیوستند.
در کانادا، شکاف چین و اتحاد جماهیر شوروی اختلاف کمتری نسبت به روحیه کمونیست‌ها داشت. در پانزده سال پس از آن، حزب کمونیست کانادا (CPC) تحت فشار جنگ سرد همه دستاوردهای محدود خود را در پارلمان از دست داد و فرد رز روز نماینده کمونیست به جرم فتنه زندانی شد. ضد کمونیسم در جنبش کارگری منجر به اخراج همه اتحادیه‌های تحت رهبری کمونیست از خانه کار شد و به‌طور کلی کمونیست‌ها به عنوان خائن رفتار می‌شدند. به دنبال افشاگری‌های سال ۱۹۵۶ توسط نخست‌وزیر شوروی، نیکیتا خروشچف (" دربارهٔ فرقه شخصیت و پیامدهای آن ") در مورد جنایات جوزف استالین، حزب کمونیست چین استعفاهای زیادی را متحمل شد و سازمان جوانان آن، فدراسیون ملی جوانان کار، برای مدت کوتاهی از هم پاشید. هنگامی که در اواخر دهه ۱۹۵۰ مجدداً به عنوان اتحادیه جوانان سوسیالیست سازماندهی شد، CPC بیشتر دید قبلی خود را در پردیس‌های دانشگاه از جمله دانشگاه بریتیش کلمبیا (UBC) از دست داده بود.

### انترناسیونالیست‌ها
باینز در این خلأ سیاست انقلابی آشکار و عمومی در دانشگاه و درست زمانی که نسل جدیدی از فعالیت‌های دانشجویی در حال رادیکال شدن بود، به UBC رسید. اعتراضات گسترده دانشجویان به بحران موشکی کوبا در اکتبر 1962 بینز به‌طور فعال درگیر جنبش سیاسی آن زمان شد و در سال ۱۹۶۴ به عنوان رئیس فدراسیون دانشجویان BC انتخاب شد. در حالی که او ظاهراً در زمان فعالیت خود به عنوان فعال دانشجویی درخواست پیوستن به حزب کمونیست کرد، اما باینز هرگز عضویت در آن حزب را در اختیار نداشت، ادعایی که مورد نقض این حزب نیست. پس از همه، بینز نتیجه متفاوتی از CPC گرفت و از مائو تسه تونگ و کمونیسم چین الهام گرفت، نه اتحاد جماهیر شوروی.

## نتایج انتخابات
در انتخابات فدرال سال ۲۰۱۵ کانادا، حزب کمونیست (ML) 70 نامزد را انتخاب کرد - ۴۴ نفر بیشتر از حزب کمونیست مجلس. پلتفرم حزب دوازده تخته ای آن خواستار بازنویسی قانون اساسی کانادا، افزایش هزینه‌های اجتماعی، لغو قوانین ضد تروریسم مانند لایحه C-51، خروج از معاملات تجارت آزاد و درگیری نظامی در خارج از کشور، ایجاد روابط «ملت به ملت» با بومیان بود مردم، و اقدامات دولت در مورد تغییر آب و هوا. در مجامع عمومی، برخی از نامزدهای حزب کمونیست (ML) طرفدار رای دادن به حزب لیبرال یا حزب دموکرات جدید برای شکست دادن حزب محافظه کار هستند.
این حزب از سال ۱۹۷۲ کاندیداها را در انتخابات فدرال کانادا شرکت داده است. تعداد نامزدها در هر انتخابات از ۵۱ نفر و ۱۷۷ نفر بوده است. بیشتر نامزدهای این انتخابات در استانهای انتاریو و کبک شرکت کرده‌اند. این مهم در انتخابات فدرال ۱۹۷۹ و ۱۹۸۰ فدرال برجسته بود و با شعار «ثروتمندان پرداخت کنید» شرکت کرد.
شعار آن در انتخابات فدرال ۲۰۰۴ "پیوست نه! حاکمیت بله! "
| انتخابات | # نامزد معرفی شده است | # صندلی برنده شد | # از کل آرا | ٪ آرا popular عمومی |
| -------- | --------------------- | ---------------- | ----------- | ------------------- |
| 1974     | ۱۰۴                   | ۰                | ۱۶٬۲۶۱      | ۰٫۱۷٪               |
| 1979     | ۱۴۴                   | ۰                | ۱۴٬۲۳۱      | ۰٫۱۲٪               |
| 1980     | ۱۷۷                   | ۰                | ۱۴٬۶۹۷      | ۰٫۱۳٪               |
| 1993     | ۵۱                    | ۰                | ۵٬۲۰۲       | ۰٫۰۴٪               |
| 1997     | ۶۵                    | ۰                | ۱۱،468      | ۰٫۰۹٪               |
| 2000     | ۸۴                    | ۰                | ۱۲،068      | ۰٫۰۹٪               |
| 2004     | ۷۶                    | ۰                | ۸،696       | ۰٫۰۶٪               |
| 2006     | ۶۹                    | ۰                | ۸،980       | ۰٫۰۶٪               |
| 2008     | ۵۹                    | ۰                | 8565        | ۰٫۰۶٪               |
| 2011     | ۷۰                    | ۰                | ۹،925       | ۰٫۰۷٪               |
| ۲۰۱۵     | ۷۰                    | ۰                | 9105        | ۰٫۰۵٪               |
| ۲۰۱۹     | ۵۰                    | ۰                | ۴٬۱۲۴       | ۰٫۰۲٪               |